# W.G. van de Hulst jr.
Willem G. van de Hulst (Utrecht, 4 juni 1917 – Nieuwersluis, 27 juli 2006) was een Nederlandse kunstschilder, schrijver en beeldhouwer. Tevens was hij, in zijn vroege jaren, illustrator van honderden jeugdboeken. Hij was de oudste zoon uit het tweede huwelijk van de bekende kinderboekenschrijver W.G. van de Hulst sr. met Jeanette Maan.

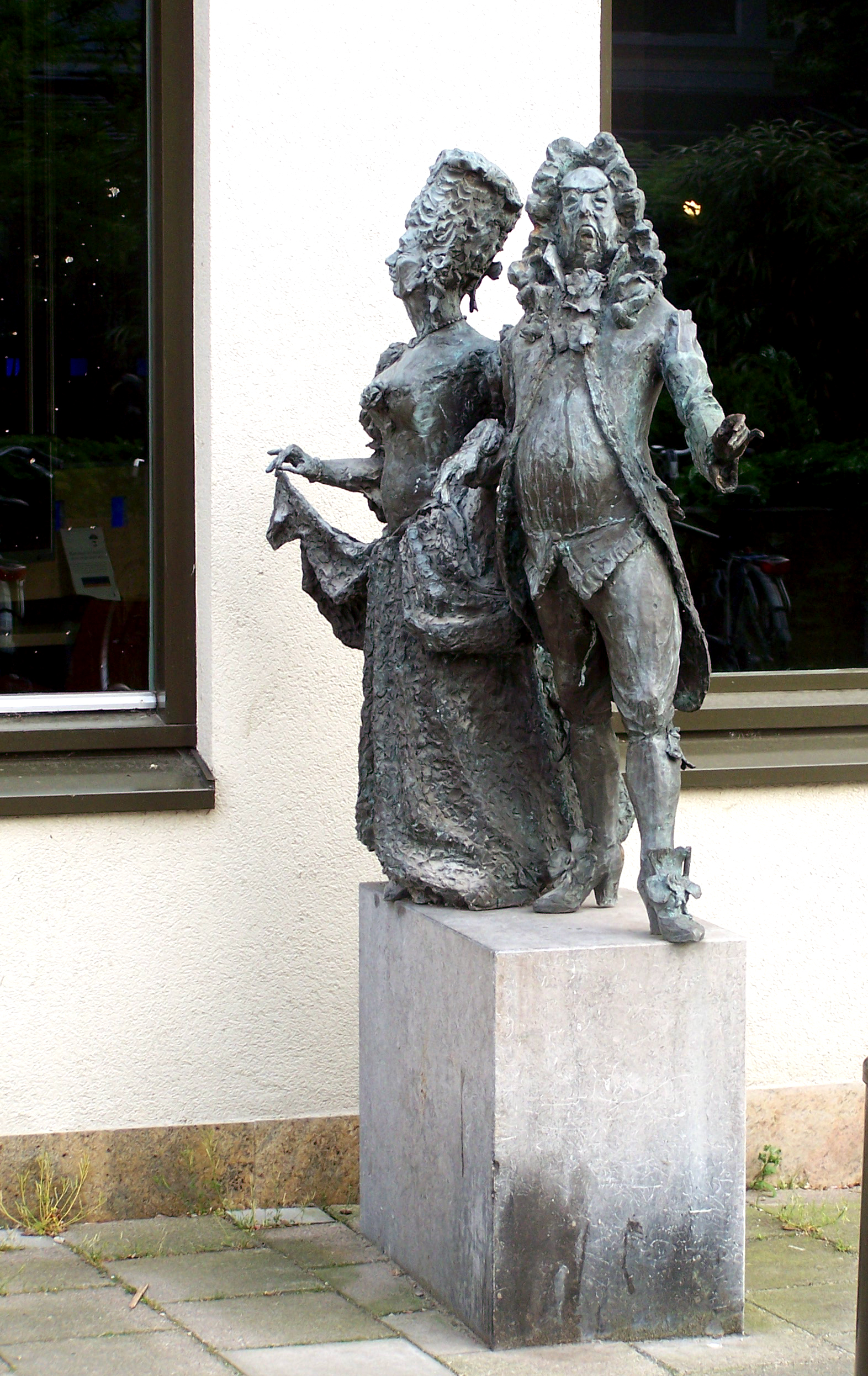
De glorie van de Vechtstreek (beeld in Breukelen)

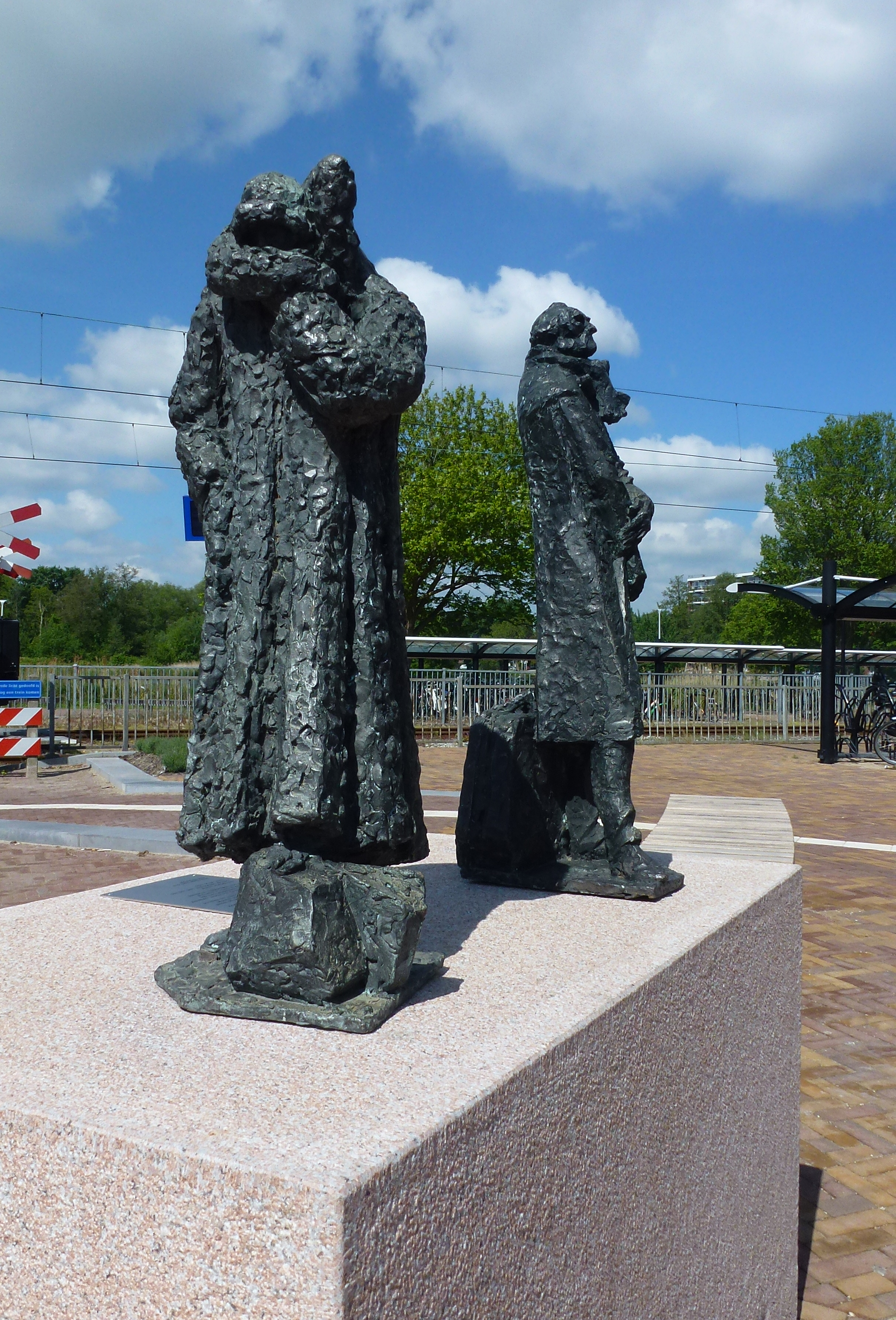
Wachtende reizigers (1984). Oorspronkelijk waren het drie figuren. In 2015 was een van de drie figuren gestolen. De beelden zijn daarna verwijderd en in april 2019 zijn de opgeknapte beelden teruggeplaatst bij station Waddinxveen.

## Leven
Het eerste boek dat Willem G. van de Hulst op 14-jarige leeftijd voor zijn vader illustreerde was INDE SOETE SUIKERBOL (1931), een van de eerste stripverhalen in Nederland dat verscheen in het toenmalige dagblad De Standaard. Er zouden daarna nog duizenden illustraties voor uiteenlopende auteurs en projecten volgen. Deze illustraties zijn zeer herkenbaar door Van de Hulsts 'handschrift' en zijn zeer gezochte verzamelobjecten.
Vader en zoon Van de Hulst bleven tot de dood van senior in 1963 nauw samenwerken aan de meer dan 100 kinderboeken, leesmethodes, geschiedenisboeken, pedagogische geschriften, lezingen die W.G. van de Hulst sr. schreef.
Willem G. van de Hulst volgde de beroepsopleiding aan de Rijksakademie van beeldende kunsten in Amsterdam, toen hij in 1946 het kinderboek Tippeltje en de roman Feestgebouw in de regen uitbracht (De Arbeiderspers). Daarna verscheen nog ongeveer een dertigtal verhalen. Ook schreef hij voor het basisonderwijs een aanvankelijke biologiemethode, een geschiedenismethode en de succesvolle leesmethode Ik zie, ik zie.. en Kijk het heeft gesneeuwd! met de bekende klassikale wandplaten; een zeer vernieuwend concept in 1959.
Zijn magnum opus is het zogenoemde Metro-project dat hij begin jaren tachtig tot stand bracht, en waaraan hij drie jaar werkte. Het achtluik (olieverf op paneel) waarop zeer grote opzichzelfstaande metropassagiers zijn aangebracht. Ook is er de nodige contrastering tussen licht en donker. Het schilderstuk kent geen uitgangen, geen rails en uit een van de hoeken schijnt een fel licht dat kennelijk de passagiers afschrikt. Het kunstwerk draagt als thema "de zin en uitzichtsloosheid van het bestaan".
Elke eerste zondag van de maand had Van de Hulst een open dag in zijn atelier in zijn woonplaats Nieuwersluis waar zijn beeldhouwwerken en schilderijen nog steeds kunnen worden bezichtigd.
Museum van Lien toonde in 2005 een overzicht van zijn werk.
In 2007 was er een uitgebreide herdenkingstentoonstelling in het Stedelijk Museum Vianen.
W.G. van de Hulst jr. overleed op 89-jarige leeftijd.

## Boeken
- Tippeltje (1946)
- De Pruikenmaker en de Prins (1947)
- Wilhelmus (1948)
- Japie (1950)
- Het geheim (1950)
- Ko-tje en het kerstfeest (1950)
- Wat de uil zag (1952)
- Tussen het gele riet (1954)
- Ere zij God (1956)
- Lotte-Rot (1959)
- Ik ben een oude juffrouw (1960)
- Het verdwaalde schaap (1961)
- Kerstfeest voor een gulden (1962)
- Feestgebouw in de regen (1963)
- Ik zie, ik zie wat jij niet ziet (1963)
- Het geheim in de mist (1964)
- Kijk, het heeft gesneeuwd deel 1 (1964)
- Hans de Ponnie (1965)
- Zijn de kraaien nog zwart (Later: Het spook van de Ravenhorst) (1965)
- Tom (1966)
- Kijk, het heeft gesneeuwd deel 2 (1966)
- Het boek van het prinsenkind (1967)
- Het opstapje  (1967)
- Kip-Kakel (1967)
- Duizend jaar 1 (1968)
- Duizend jaar 2 (1968)
- Ezeltje (1968)
- De tovenaar (1969)
- Voorjaar aan het water (1972)
- Ik en Beppie  (1970)
- Waarom de tram stil stond (1971)
- Winter in het weiland (1972)
- Herfst in het bos (1972)
- Zomer aan zee (1972)
- Wachten op de kraakwagen
- Vera (Later: Akkie en haar kerstlantaarn)  (1973)
- Duffie (1974)
- De verloren foto (1977)
- Een kwestie van tijd (1982)
- Kijken naar de maan (1990)
- Zwarte kraaien (1991)
- Het spook van de Ravenhorst (Eerder: Zijn de kraaien nog zwart) (1994)
- Tom en van een jongen die jaloers was  (1994)
- Akkie en haar lantaarn (Eerder: Vera) (1994)
- Het kerstfeestgevoel (1994)
- Het ezeltje (1995)
- Een lichtje in het donkere bos (1997)
- Feest in Houten (1999)
- Koosje en het kerstfeest (2000)
- De natte hond (2001)
- Rumoer op de (2002)
- De wolvenjacht (2002)
- Een gevaarlijk dier (2002)
- De grote teen van vader (2004)
- Maat, getal, gewicht. Verhalen en herinneringen (2004)

- Biografisch Portaal: 29501104
- Digitale Bibliotheek voor de Nederlandse Letteren: huls099
- Gemeinsame Normdatei: 118895982
- International Standard Name Identifier: 0000 0000 7860 9781
- Library of Congress Control Number: n83072978
- Nederlandse Thesaurus van Auteursnamen: 06868049X
- RKD-Nederlands Instituut voor Kunstgeschiedenis: 40559
- Système universitaire de documentation: 233301186
- Virtual International Authority File: 74651511
- WorldCat: E39PBJwmV3cV67HWKxRVt6pXVC